# Balla Károly (jogász)
Mándi Balla Károly (Nagykőrös, 1792. április 2. – Pótharaszt, 1873. május 16.) jogász, költő, publicista, a Magyar Tudományos Akadémia levelező tagja.

## Élete
Balla Zsigmond közbirtokos fia, Balla Gergely unokája volt. Iskoláit szülővárosában végezte. 1810-től Pesten jogot hallgatott. 1813-ban a királyi táblánál lett jegyző. 1814-től Pest megyénél hivatalnokoskodott különböző munkakörökben, majd 1818-ban vármegyei kapitányi állandó hivatalt nyert és azt 1846-ig töltötte be. Ezután pótharaszti (Újhartyán mellett) birtokára vonult vissza.
Az 1840-es évek elején a szarvasi fiók-gazdasági egyesület elnöke volt. A Magyar Tudományos Akadémia 1839-ben levelező tagjai sorába választotta.

## Munkái
1. Örömvers Kelemen Imre úrhoz… Pest, 1813.
2. Gyászdal néhai Csekonics József ifjú úr emlékezetére. Uo., 1814.
3. A schaumburgi nympha pásztorok. Egy idyll. Uo., 1815. (Magyar és német szöveg.)
4. Zsebtükör. Uo., 1825. (Ism. Tudományos Gyűjtemény, 1825. VI. 97.)
5. Hösregék a magyar előidőkből. Uo., 1826.
6. Vélemény a büntetésmód javítása iránt. Uo., 1841.
7. Rhapsodia. Szűrös elmefuttatás a duplomivitikában. Uo., 1865.

## Emlékezete
- Galgóczy Károly: Emlékbeszéd Balla Károly lev. tag felett.